# Jim Haynie
Jim Haynie (* 6. Februar 1940 in Falls Church, Virginia als James Kendal Haynie; † 3. April 2021) war ein US-amerikanischer Schauspieler.

## Leben und Karriere
In San Francisco spielte Haynie im dortigen Magic Theatre an der Seite von Peter Coyote in Theaterproduktionen und arbeitete für den Konzertveranstalter Bill Graham. Ins Filmgeschäft kam er erst 1978 mit einer Nebenrolle in dem Film Honky Tonk Nights, als er beinahe 40 Jahre alt war. In den folgenden Jahrzehnten war er in rund 100 Film- und Fernsehproduktionen zu sehen, häufig verkörperte er dabei ernsthafte oder autoritär wirkende Figuren – mehrfach Polizisten verschiedener Dienstgrade, Generäle oder Geschäftsmänner. Zu seinen Kinorollen zählen der Schulleiter in der Teenager-Komödie Pretty in Pink (1986), Polizisten in dem Actionfilm Dark Angel (1990) und der Stephen-King-Verfilmung Schlafwandler (1992) sowie der Ehemann von Meryl Streeps Figur in Clint Eastwoods Liebesdrama Die Brücken am Fluß (1995). Eine seiner größten Rollen spielte er 1989 unter Regie von Lee Grant in der Tragikomödie Boys, in der sein Geschäft hinter dem Rücken seiner drei Söhne, die dieses später übernehmen wollten, verkauft. Außerdem spielte Haynie eine Vielzahl an Fernsehrollen, darunter als Garrett Gordon in sieben Folgen der Serie Dallas sowie als ermittelnder Polizist in der Miniserie Steven – Die Entführung. Zuletzt stand er im Jahr 2016 vor der Kamera.
Jim Haynie war von 2007 bis zu seinem Tod in dritter Ehe mit Maggie Causey verheiratet. Aus seinen beiden früheren Ehen hatte er drei Kinder. Er starb im Alter von 81 Jahren nach einer Lungenentzündung.

## Filmografie (Auswahl)
Kino
- 1978: Honky Tonk Nights
- 1979: Flucht von Alcatraz (Escape from Alcatraz)
- 1979: Flucht in die Zukunft (Time After Time)
- 1980: The Fog – Nebel des Grauens (The Fog)
- 1982: Nur 48 Stunden (48 Hrs.)
- 1982: Out
- 1983: Der Stoff, aus dem die Helden sind (The Right Stuff)
- 1984: Country
- 1985: Silverado
- 1986: Young Streetfighters (The Brotherhood of Justice)
- 1986: Pretty in Pink
- 1988: Action Jackson
- 1988: The Ripper (Jack's Back)
- 1989: Boys (Staying Together)
- 1990: Too Much Sun – Ein Stich zuviel (Too Much Sun)
- 1990: Verrückte Zeiten (Men Don't Leave)
- 1990: Dark Angel (I Come in Peace)
- 1991: Timescape
- 1991: Familienstreß (Big Girls Don't Cry... They Get Even)
- 1992: Schlafwandler (Sleepwalkers)
- 1995: Die Brücken am Fluß (The Bridges of Madison Country)
- 1997: Projekt: Peacemaker (The Peacemaker)
- 1997: Wie ich zum ersten Mal Selbstmord beging (The Last Time I Committed Suicide)
- 1998: Bulworth
- 2003: State of Mind (The United States of Leland)
- 2003: Haus über Kopf (Bringing Down the House)
- 2009: Vocabular Delectations (Kurzfilm)

Fernsehen
- 1982: Knight Rider (Folge No Big Thing)
- 1983: Verfolgt bis in den Tod (Blood Feud; Fernsehfilm)
- 1984: Ein Engel auf Erden (Highway to Heaven, 2 Folgen)
- 1985: Polizeirevier Hill Street (Hill Street Blues, 2 Folgen)
- 1986: Kung Fu – Der Film (Kung Fu: The Movie; Fernsehfilm)
- 1986: Das Model und der Schnüffler (Moonlighting, Folge North by North DiPesto)
- 1986–1987: Dallas (7 Folgen)
- 1987: Falcon Crest (Folge Body and Soul)
- 1987: Take Five (6 Folgen)
- 1989: Steven – Die Entführung (I Know My First Name Is Steven; Miniserie)
- 1989: L.A. Law – Staranwälte, Tricks, Prozesse (Folge The Mouse That Soared)
- 1990: Rufmord (The Image; Fernsehfilm)
- 1992: Matlock (Folge The Abduction)
- 1992: Zurück in die Vergangenheit (Quantum Leap, Folge Killin' Time - June 18, 1958)
- 1993: Star (Fernsehfilm)
- 1994: Trügerische Liebe (Betrayed by Love; Fernsehfilm)
- 1995: Harrys Nest (Empty Nest, 2 Folgen)
- 1998: Chicago Hope – Endstation Hoffnung (Folge Gun with the Wind)
- 2002: Titus (Folge Bachelor Party)
- 2005: King of Queens (Folge Inn Escapable)
- 2006: Close to Home (Folge Community)
- 2008: Emergency Room: Die Notaufnahme (ER; Folge Believe the Unseen)
- 2010: Saving Grace (Folge Let's Talk)
- 2010/2012: Justified (2 Folgen)
- 2016: The Mop and Lucky Files (2 Folgen)